# Chinesischer Riesensalamander
Der Chinesische Riesensalamander (Andrias davidianus; chinesisch 大鯢 / 大鲵, Pinyin dàní – „Großer Salamander“ bzw. 娃娃鱼,  wáwayú – „Babyfisch“) ist das größte rezente Amphibium der Welt und damit auch der größte heute vorkommende Schwanzlurch.

## Vorkommen
Andrias davidianus kommt in China in kühlen bis kalten, sehr sauberen Fließgewässern vor. Sein disjunktes Verbreitungsgebiet liegt im mittleren China und reicht von Sichuan und Yunnan im Westen bis Fujian im Osten. Tagsüber verbirgt er sich unter Felsen, Gehölzen oder Unterspülungen.

## Merkmale
Chinesische Riesensalamander sind massiv gebaute Tiere mit stark abgeflachtem Körperbau und einem breiten seitlich abgeflachten Schwanz. Adulte Exemplare erreichen meist eine Gesamtlänge von etwa einem Meter und ein Gewicht von über 10 Kilogramm, es liegen aber Berichte über bis zu 180 Zentimeter lange Individuen mit einem Gewicht von über 60 kg vor. Auf der dunkelbraunen bis schwarzen oder grünlichen Grundfärbung der Tiere liegen unregelmäßige Flecken, Punkte oder eine Marmorierung. Die Haut ist rau mit zahlreichen Poren, Falten und meist paarigen kleinen Knötchen.

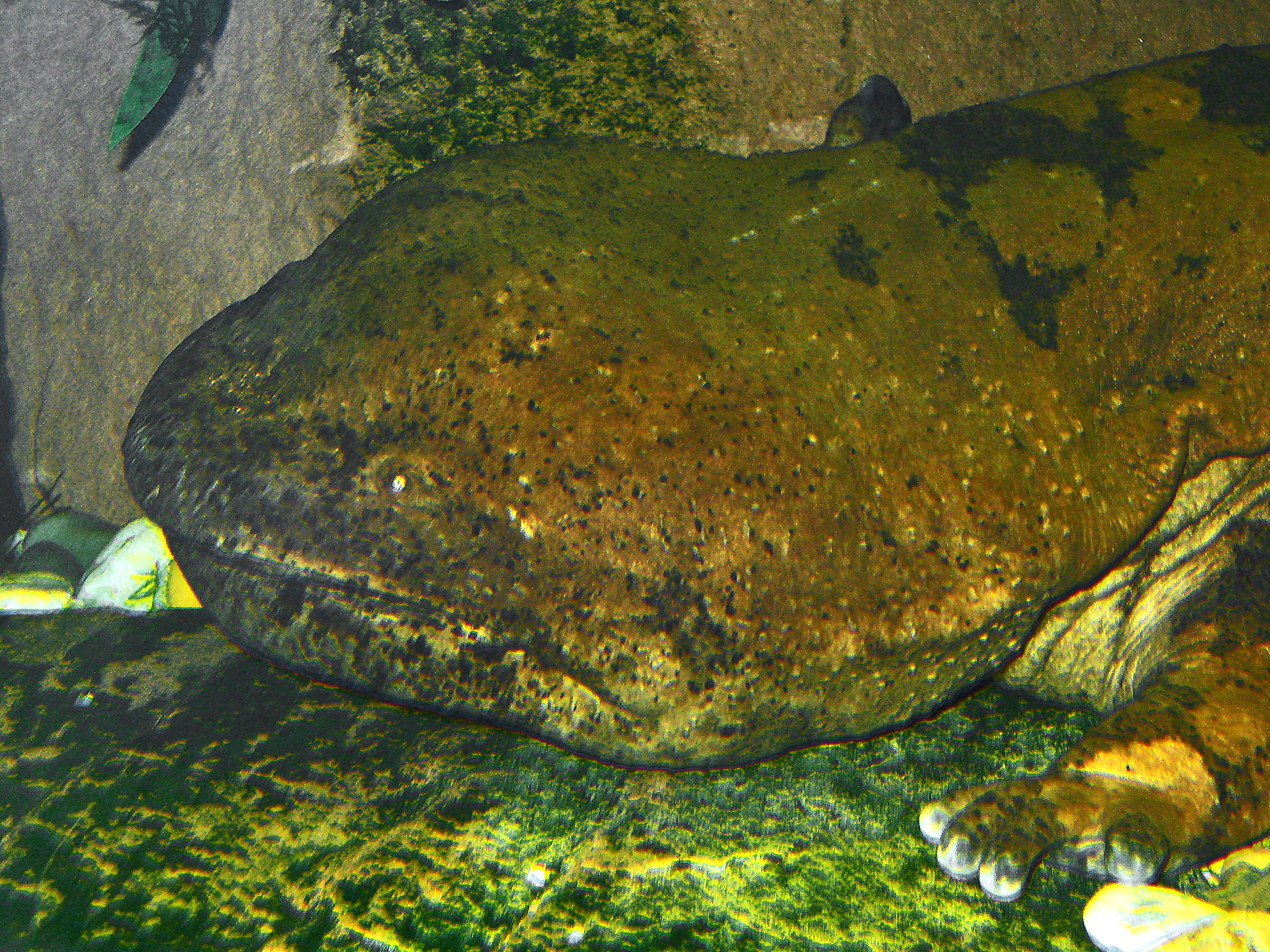
Kopf eines etwa 30 Jahre alten Tieres. Staatliches Museum für Naturkunde Karlsruhe

Der Kopf ist stark abgeflacht und breit mit einem breiten Maul. Die kleinen runden Nasenöffnungen liegen nah beieinander und knapp über der Oberlippe an den Ecken der stumpfen Schnauze. Die Augen sind sehr klein, lidlos und sitzen an den oberen äußeren Kanten des Kopfes. Hinter ihnen liegt ein rundlicher Schläfenvorsprung. Das Maul weist eine dünne Unterlippenfalte auf, die etwa auf halber Höhe zwischen den Nasenöffnungen und den Augen beginnt und bis zu den Maulwinkeln verläuft. Im Maul liegt eine große Zunge; Zähne sitzen in einem großen Bogen am Zwischenkieferbein, Oberkiefer sowie in einem parallel verlaufenden Bogen am Pflugscharbein zwischen den Choanenöffnungen. Der Rumpf ist etwas weniger stark abgeflacht als der Kopf und hat etwa 15 Rippenfurchen und eine Furche entlang des Rückens. Vom Kopf bis zum Schwanz verläuft eine ausgeprägte, seitlich abstehende Hautfalte. Die Beine sind kurz und ebenfalls abgeflacht. Die Vorderbeine haben vier, die Hinterbeine fünf Zehen. Der Schwanz macht etwa sechs Zehntel der Körperlänge aus und ist seitlich abgeflacht mit einem umlaufenden Flossensaum, der auf der Rückenseite schon auf dem Rumpf beginnt.
Vom Japanischen Riesensalamander (Andrias japonicus) unterscheidet sich die chinesische Art durch die dunklere Färbung, eine weniger abgerundete Schnauze, einen etwas längeren Schwanz und durch die Anordnung der Hautknötchen, die bei ihr kleiner, weniger zahlreich und meist paarig sind. An der Kehle liegen beim chinesischen Riesensalamander sehr kleine Knötchen in Reihen, die parallel zum Unterkiefer verlaufen, während die größeren Hautknötchen der japanischen Art einzeln und unregelmäßig verteilt sind.

## Systematik

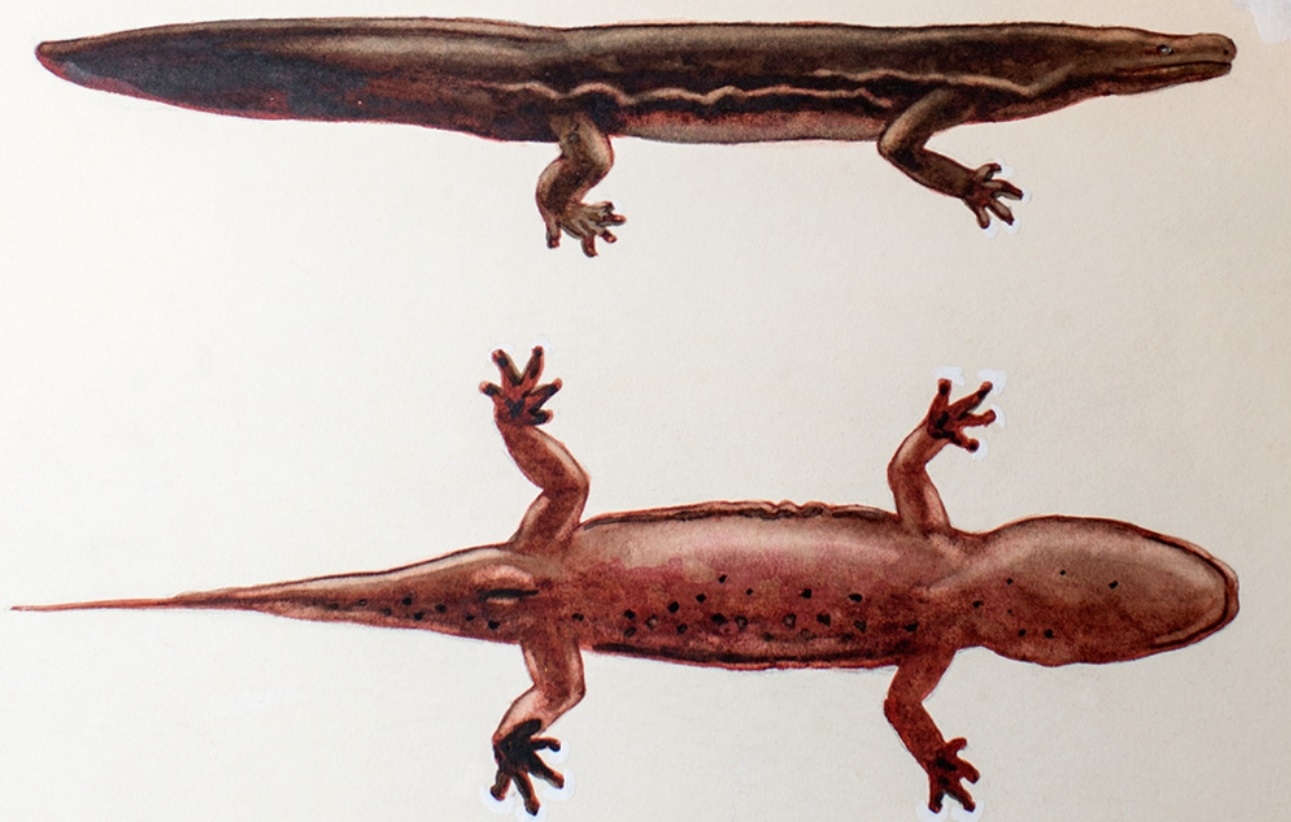
Zeichnung von Andrias sligoi aus der Erstbeschreibung

DNA-Vergleiche von Chinesischen Riesensalamandern aus verschiedenen Flusssystemen zeigen, dass sich hinter der Bezeichnung Andrias davidianus drei, fünf, eventuell auch acht verschiedene kryptische Arten verbergen. Da sie nicht an Land gehen, können sich die verschiedenen Populationen nicht miteinander fortpflanzen und sind genetisch voneinander isoliert. In einer im September 2019 veröffentlichten Studie wurde einer dieser Arten als Megalobatrachus sligoi identifiziert, die schon im Jahr 1924 durch den britischen Herpetologen Edward George Boulenger beschrieben wurde, später aber mit Andrias davidianus synonymisiert wurde. Die Art kommt in Südchina im Einzugsbereich des Perlflusses vor und hat jetzt den wissenschaftlichen Namen Andrias sligoi. Eine weitere sicher als eigenständige Art identifizierte Population kommt in den Gewässern des Huang-Shan-Gebirges vor und ist noch unbeschrieben. Die in China vorkommenden verschiedenen Arten der Riesensalamander haben sich vor 3,1 bis 2,4 Millionen Jahren evolutionär voneinander getrennt, als es in China zu einer verstärkten Gebirgsbildung kam.

## Lebensweise
Der Chinesische Riesensalamander ernährt sich von Fischen, anderen Amphibien, Krebsen, Garnelen und auch von Aas. Zur Fortpflanzung setzen Weibchen zwei Eistränge mit jeweils rund 500 Eiern ab. Die Befruchtung erfolgt äußerlich. Erst nach zwei bis zweieinhalb Monaten schlüpfen aus den von den Männchen bewachten Eiern etwa drei Zentimeter lange Larven. Die Geschlechtsreife tritt frühestens im fünften Lebensjahr ein. In zoologischen Gärten erreichen Chinesische Riesensalamander Lebensalter von über 60 Jahren.

## Riesensalamander und Mensch
Der Chinesische Riesensalamander und der Japanische Riesensalamander (Andrias japonicus) sind die letzten rezenten Arten dieser Gattung. Beide stehen unter strengstem internationalem Schutz und dürfen nicht gehandelt werden (Washingtoner Artenschutzübereinkommen, Anhang I). Neben der Zerstörung der natürlichen Lebensräume besteht die größte Bedrohung direkt durch den Menschen. Riesensalamander gelten in China als Delikatesse und ihre Körperteile spielen eine wichtige Rolle in der traditionellen Chinesischen Medizin bei der Behandlung von Anämie. Die Art ist in der Volksrepublik China offiziell geschützt (in Zhangjiajie im Norden der Provinz Hunan wurde ein staatliches Naturschutzgebiet für den Chinesischen Riesensalamander eingerichtet, daneben gibt es mehrere weitere auf anderen Verwaltungsebenen). Heute ist der Chinesische Riesensalamander akut vom Aussterben bedroht.